# Domingo Tranquillo
Domingo Tranquillo (fl. siglo XVII) fue un religioso, teólogo e historiador de la Orden de los Mínimos.

## Obra
Dejó escritas las siguientes obras:
- Drama sacro S. Francesco di Paola (Monteleón, 1642)
- De gestis sabctarum dignae meritae
- Ceciliae et Anastasiae
- Tractatus de Sacramentis